# Stellaland
Republika Stellaland (Republiek Stellaland) byla jednou z búrských republik, která existovala v severovýchodní části Kapska v letech 1882-1885. Měla rozlohu 15 500 km² a žilo v ní přes dvacet tisíc obyvatel, z toho asi tři tisíce bělochů. Hlavním městem byl Vryburg.

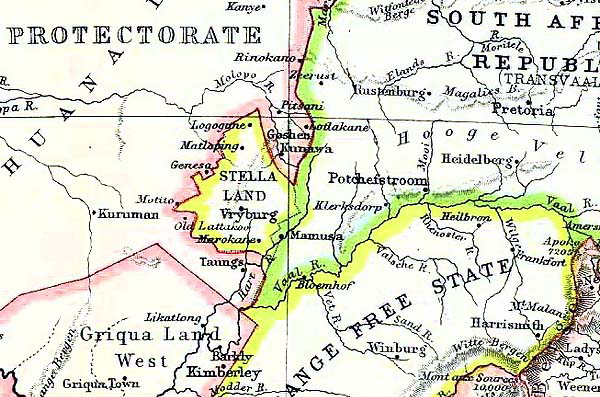

Na území okolo horního toku řeky Harts, které původně obývali domorodí Griquové a Tswanové, se v druhé polovině 19. století začali usazovat búrští farmáři z Transvaalu. V červenci 1882 vyhlásili vlastní nezávislý stát, jehož prezidentem se stal Gerrit Jacobus van Niekerk. Název Stellaland vznikl z latinského výrazu pro hvězdu stella, protože v době vyhlášení republiky byla na nebi vidět nápadná kometa, hvězda byla také vyobrazena na státní vlajce. V roce 1883 byl Stellaland sloučen se sousední republikou Goshen a vznikly Spojené státy Stellalandu (Verenigde Staten van Stellaland) o rozloze okolo 25 000 km² a s necelými čtyřiceti tisíci obyvatel. Systém vlády kopíroval ostatní búrské republiky, stát měl vlastní zákonodárný orgán Die Bestuur, také vydával vlastní poštovní známky.
V únoru 1884 vyhlásil Cecil Rhodes britský nárok na strategicky položené území Stellalandu. V reakci na to převzala Transvaalská republika v září téhož roku nad územím protektorát, nezabránila však tomu, že v prosinci 1884 vstoupila do Stellalandu britská vojska, která vedl Charles Warren, a do února následujícího roku území republiky obsadila. V srpnu 1885 byl Stellaland oficiálně připojen ke kolonii Britské Bečuánsko.

## Státní symbolika

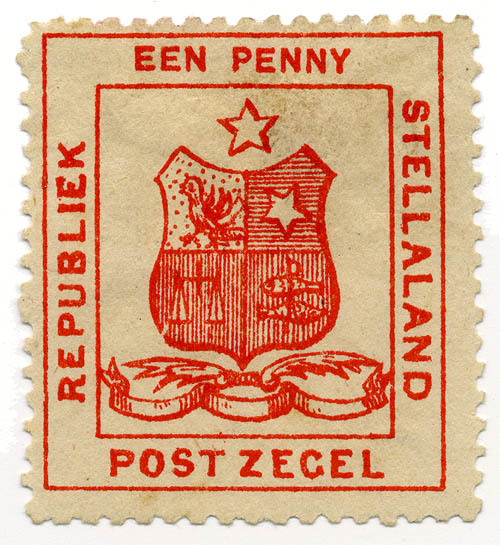
Poštovní známka se znakem

vlajka:
první vlajka v roce 1883
počátek roku 1883
1883–1885